# Agelastes meleagrides
Agelastes meleagrides là một loài chim trong họ Numididae.